# Laughing Sinners
Laughing Sinners ist ein US-amerikanischer Spielfilm mit Joan Crawford und Clark Gable unter der Regie von Harry Beaumont. Der Film wurde nach deströsen Previews in großen Teilen und mit teilweise anderer Besetzung neu gedreht. Es war die zweite von insgesamt acht gemeinsamen Auftritten des Leinwandpaares Crawford – Gable.

## Handlung
Die Nachtclubsängerin Ivy Stevens hat einen lockeren Lebenswandel und nimmt es mit der Moral nicht so genau. Derzeit ist sie die Geliebte des Handlungsreisenden Howard Palmer, der sie sexuell ausnutzt, ohne ihr eine dauerhafte Perspektive zu bieten. Schließlich heiratet Palmer die Tochter seines Chefs. Die verzweifelte Ivy will Selbstmord begehen, wird jedoch in letzter Sekunde von Carl Loomis, einem Angehörigen der Heilsarmee, gerettet. Seine freundliche, zuvorkommende Art beeindruckt Ivy sehr, die ein neues Leben beginnen will. Gut ein Jahr später treffen sich Ivy, die inzwischen für die Heilsarmee tätig ist, und Howard Paler wieder, der eine langweilige Ehe führt. Prompt wird Ivy wieder seine Geliebte. Viele Gewissensqualen später erkennt die junge Frau, dass charakterliche Stärken und ein moralischer Lebenswandel viel wichtiger sind als die flüchtige Erfüllung erotischer Wünsche. Carl und Ivy heiraten.

## Hintergrund
Joan Crawford war in den letzten Tagen des Stummfilms durch die Darstellung sorgloser junger Frauen, damals Flapper genannt, zu Ruhm gelangt. Mit der wirtschaftlichen Unsicherheit im Zuge der Weltwirtschaftskrise waren tiefgreifende Änderungen in der Gesellschaft verbunden. Während Musicals, Revuefilme und Salonkomödien, die die Probleme der Oberen Zehntausend schilderten, rasch an Popularität verloren, etablierten sich neue Genres wie Horrorfilme und Gangsterfilme. Zunehmend wurden auch sozialkritische Filme produziert, die einen besorgten Blick auf Missstände in der Gesellschaft warfen. Der gewandelte Zuschauergeschmack führte dazu, dass das Rollenbild des Flappers als sorglose junge Frau, die ohne materielle Sorgen das Leben als Abfolge von Vergnügungen begreift, rasch passé wurde. Das Studio wandelte vor diesem Hintergrund ab dem Jahr 1930 das Image von Joan Crawford hin zur ambitionierten Frau, die ihre Lebensumstände aus eigener Kraft verbessern will. An diesem Punkt ihrer Schauspielkarriere spielte sie daher oft Arbeitermädchen, die den sozialen Aufstieg schaffen. Zum ersten Mal wurde der Wandel in Our Blushing Brides manifest, wo Joan Crawford eine Verkäuferin darstellte. Der Film wirft am Beispiel von drei Freundinnen die Frage auf, inwieweit in Zeiten wirtschaftlicher Unsicherheit moralische Standpunkte und Werte wie Tugend und Integrität Bestand haben können. Darüber hinaus wird aufgezeigt, wie tradierte Moralvorstellungen über Ehe und Sexualität unter den veränderten gesellschaftlichen Bedingungen zur Disposition stehen müssen. Dieses Grundmuster wurde in den nächsten Filmen nur geringfügig variiert.
In dem Zusammenhang ist die Rolle in Laughing Sinners untypisch für die Crawfordfilme der Zeit. Zum einen will die Heldin zu Beginn Selbstmord begehen. Die Szene nimmt dabei in einer bemerkenswerten Parallele eine vergleichbare Einstellung am Anfang von Solange ein Herz schlägt aus dem Jahr 1945 vorweg. Normalerweise spielte Joan Crawford selbständige, mutige Frauen, die dem Leben und seinen Wirrnissen jederzeit die Stirn bieten. Verzweiflungstaten aus Liebeskummer gehörten eher zum Repertoire anderer Schauspielerinnen.
Gleichzeitig schafft es Ivy auch nicht, ihre soziale Stellung signifikant zu verbessern. Sie beginnt als Tanzmädchen und bleibt während der gesamten Handlung eine Angehörige der Unterschicht. Normalerweise gelingt es Joan Crawford zu Mitte der Handlung, Reichtum zu erwerben, um luxuriöse Kleidung und Juwelen zu tragen. Der Film hat auch zwei große Gesangsnummern für die Hauptdarstellerin: What Can I Do, I Love That Man und Brighten the Corner Where You Are.
Die Schauspielerin Marjorie Rambeau sollte in This Modern Age, der unmittelbar danach in die Produktion ging, die Mutter von Joan Crawford spielen, erkrankte jedoch kurz vor Beginn der Dreharbeiten. 1953 in Herzen im Fieber war Rambeau schließlich als Mutter zu sehen.
Zu den wenigen Menschen, die mit dem Film am Ende völlig zufrieden waren, gehörte Joan Crawford, die gegenüber Roy Newquist meinte:

„"Laughing Sinners" war gut für mich - Ich tanzte gut, spielte gut und es knisterte zwischen Clark Gable, damals ein aufstrebender Schauspieler, und mir, auf der Leinwand und privat. Einer meiner Favoriten.“

## Produktionsgeschichte
Laughing Sinners hatte eine komplizierte Produktionsgeschichte. Der Film ging zunächst unter dem Titel Complete Surrender und mit John Mack Brown als Carl in den Dreh. Wie damals bei MGM üblich, wurde der fertige Film zahlreichen Preview unterzogen. Dieses Vorgehen führte in der Regel in mehr oder weniger großem Umfang zu Neu- und Nachdrehs von Szenen. Im vorliegenden Fall waren die Kritiken derart vernichtend, dass fast der komplette Film neu gedreht wurde. John Mack Brown, der neben Crawford bereits in Our Dancing Daughters und Montana Moon aufgetreten war, dessen Stern allerdings rapide im Sinken war, wurde durch Clark Gable ersetzt, der mit Crawford einige Monate zuvor in Irrwege des Lebens zusammengearbeitet hatte.
Unter Irving Thalberg als Produktionschef war MGM bekannt für die Praxis, teilweise ganze Teile von Filmen nachzudrehen, wenn die Vorabvorführungen keine positive Resonanz brachten. So wurde die Produktion von Redemption, die 1929 zunächst als Tonfilmdebüt von John Gilbert gedacht war, nach schlechten Kommentaren der Testzuschauer unter Austausch fast aller Darsteller mit einem neuen Regisseur wieder vor die Kameras gebracht. Prosperity, eine Marie-Dressler-Komödie von 1931 wurde ebenfalls fast komplett neugedreht. Mitunter ging das Studio so weit, bereits fertiggestellte Filme nicht in den Verleih zu bringen, wenn die Qualität nicht dem hohen MGM-Standard entsprach. 1929/30 wurden beispielsweise zwei fertiggedrehte Marion-Davies-Musicals nicht herausgebracht: The Five o’ Clock Girl und Rosalie. Mitunter wurden die Dreharbeiten auch mitten in der Produktion eingestellt, wie bei dem Joan-Crawford-Film Great Day.

## Kinoauswertung
Die Produktionskosten beliefen sich am Ende auf 338.000 US-Dollar, was ungefähr dem Durchschnittsbudget für einen Crawford-Film aus dieser Zeit entsprach. An der Kinokasse erwies sich Laughing Sinners allerdings als wenig populär und spielte mit 624.000 US-Dollar weniger Geld als die vorherigen Filme der Schauspielerin ein. Bei Auslandseinnahmen von 141.000 US-Dollar und einem kumulierten Gesamtergebnis von lediglich 765.000 US-Dollar belief sich für das Studio am Ende der Gewinn auf vergleichsweise magere 156.000 US-Dollar.

## Kritiken
Die New York Times beschränkte ihr Lob auf die äußeren Vorzüge der Schauspielerin:

„Miss Crawford war selten so wunderschön lebendig und so hübsch anzusehen.“